# Julien Vandermarliere
Julien Louis Emile Vandermarliere (Blankenberge, 25 februari 1926 - 25 april 2012) was een Belgisch senator.

## Levensloop
Julien Vandermarliere werd op 25 februari 1926 in Blankenberge geboren. Door een vergissing bij de burgerlijke stand werd zijn naam in één woord geschreven. Dit werd later door de Burgerlijke rechtbank in Brugge rechtgezet.
Julien Vandermarliere volgde de hotelschool in Oostende en was hotelier in Blankenberge. Hij trouwde met May Van Hecke (°21 juli 1929), aan vaderszijde een achter-achterkleindochter van Jacobus de Langhe, eerste burgemeester van Blankenberge in het onafhankelijke België en liberaal. Haar moeder behoorde tot de hoteliers- en brouwersfamilie Van Kersschaever van het Hotel Du Brasseur op de Grote Markt.
Uit een liberale familie stammend, werd hij in 1970 verkozen tot gemeenteraadslid in Blankenberge en werd er schepen van Middenstand, Sport, Jeugd en Havenbeleid van 1971 tot 1982. Hij speelde ook een rol in de Blankenbergse carnavalsactiviteiten, als lid van het organiserend comité De Confrerie van de Leute. Ook zijn schoon- en aanverwante families, Van Kersschaever en Van Reck waren bijzonder geëngageerd in het Carnavalsgebeuren met de Prinsen Carnaval Harold I Van Reck, Fernand I en Lucien I Van Kersschaever (basketbalspeler en coach). De traditie wordt voortgezet door zijn dochter Kaat, voorzitter van de Carnavalsjury en eveneens gemeenteraadslid.
In 1981 werd hij voor de PVV verkozen in de Belgische Senaat als rechtstreeks gekozen senator voor het arrondissement Brugge en vervulde dit mandaat tot in 1991. In de periode december 1981-november 1991 had hij als gevolg van het toen bestaande dubbelmandaat ook zitting in de Vlaamse Raad. De Vlaamse Raad was vanaf 21 oktober 1980 de opvolger van de Cultuurraad voor de Nederlandse Cultuurgemeenschap, die op 7 december 1971 werd geïnstalleerd, en was de voorloper van het huidige Vlaams Parlement.

## Familie
De familie Van der Marliere stamt rechtstreeks af van Hector van der Marliere, schepen en 'stedehouder' (vertegenwoordiger van de hoogbaljuw van Kortrijk) van Wervik in de 16de eeuw en is afkomstig uit Saint-Omer in het Franse Artesië. 
Grootvader Julien was drukker en hotelier in Blankenberge en stamde uit een Brugse en Wervikse familie van tabaks- en sigarenproducenten.
Vader Eugeen Van der Marliere was hotelier, gemeenteraadslid en schepen in Blankenberge voor de BLP-PLB. Hij was zeer actief in het verenigingsleven. Hij speelde voetbal bij Daring Club Blankenberge (KBVB nr. 146), was (mede)stichter van de Liberale Jonge Wacht, de Liberale Mutualiteit, de Liberale Vrouwenbond, het Humanistisch verbond, het Lentefeest, de Volksboekerij Uilenspiegel en de Blankenbergse Zwemvereniging. Eugeen werd in 1914 als 18-jarige gemobiliseerd en was korporaal in het 18de Linieregiment. Tijdens het eindoffensief van 28 september 1918 werd hij getroffen door een Duitse kogel. Hij werd afgevoerd naar het Verenigd Koninkrijk voor revalidatie, voegde zich enkele maanden later opnieuw zijn regiment voor de bezetting van het Ruhrgebied. In 1924 werd hij gedemobiliseerd. Hij was vuurkruiser en houder van verschillende orden en eretekens.
Eugeen Van der Marliere was ook een geëngageerd vrijzinnige en vrijmetselaar. In het interbellum en na de Tweede Wereldoorlog was hij voorzitter (Achtbare Meester) van de loge La Flandre in Brugge. Als vrijmetselaar werd hij door de Duitse bezetter onder verscherpt toezicht geplaatst. Hij moest zich driemaal per dag aanmelden in de "Kommandantur" en mocht Blankenberge gedurende de bezetting niet verlaten. Na de oorlog werd hij schepen en raakte bevriend met de aanvoerder van de Canadese bevrijders van Blankenberge, luitenant Eric James (12th Manitoba Dragoons). Eugeen Van der Marliere was als overtuigd Willemsfondser een democratisch geëngageerde, vrijzinnige Vlaming.
Moeder Antoinette Perrin was afkomstig uit Wenduine en van Waalse oorsprong aan vaders zijde (Florenville). Aan moeders zijde stamde zij uit de Wenduinse liberale familie Demaecker. Haar oom was er schepen.
Het echtpaar Vandermarliere - Van Hecke kreeg drie kinderen, onder wie Kaat Van der Marliere (° 2 maart 1956), kunstenares, Open Vld-gemeenteraadslid van Blankenberge, en Nic Van der Marliere (°8 november 1964), diplomaat, gewezen gemeenteraadslid en fractieleider Open Vld Blankenberge, gewezen voorzitter Open Vld West-Vlaanderen, gewezen adjunct-kabinetschef/woordvoerder minister Marleen Vanderpoorten en eerste opvolger Vlaams Parlement.
De familie Van der Marliere, Eugeen, Julien, Nic en Kaat hebben samen 78 jaar in de gemeenteraad van Blankenberge gezeteld voor de BLP-PVV-VLD-Open Vld.

## Voetnoot
1. ↑   Jos Monballyu, Het gerecht in de Kasselrij Kortrijk, 1515-1621, doctoraal proefschrift KU Leuven, Leuven, 1976